# استان آرتزو
استان آرتزو (به ایتالیایی: Province di Arezzo) از استان‌های کشور ایتالیا است. استان آرزو در منطقهٔ توسکانی و در مرکز ایتالیا قرار دارد. مساحت این استان ۳٬۲۳۲ کیلومترمربع و جمعیت آن طبق سرشماری سال ۲۰۰۵ تقریباً ۳۵۰٬۷۰۷ نفر بوده‌است.